# DTNA
DTNA‏ (Dystrobrevin alpha) هوَ بروتين يُشَفر بواسطة جين DTNA في الإنسان.